# Посолка
Посолка — упразднённый в ноябре 2016 года посёлок в Таборинском районе Свердловской области России. Входил в состав муниципальное образование «Кузнецовское сельское поселение».

## География
Посёлок Посолка располагался в 14 километрах (по автотрассе в 21 километрах) к востоку от районного центра села Таборы, на левом берегу реки Сарьянка (левый приток реки Тавда).

## История
Посёлок Посолка упразднён законом Свердловской области 95-03 от 8 ноября 2016 года.

## Население
| 2002 | 2010 |
| ---- | ---- |
| 4    | ↘0   |

национальный состав
По данным переписи 2002 года национальный состав следующий: русские — 100 %.